# KDE Plasma 5
KDE Plasma 5 este a cincea și actuala generație al spațiului de lucru grafic creat de KDE în primul rând pentru sisteme Linux.